# فلم المريد
 فيلم المريد  فيلم وثائقي إماراتي مدة عرضه 100 دقيقة، يوثق فيه كاتب السيناريو الشاعر خالد البدور من خلال الفيلم حياة الشيخ الصوفي عبد الرحيم المريد الذي اشتهر بالتقى والورع، وبتأسيس الحركة الصوفية وانشاد الموالد الدينية في الإمارات وكان له أتباع كثيرون، ويحسب له أن عاش ما يفوق المائة عام في مدينة دبى خلال الفترة من 1902 م إلى 2007 للميلاد.
يقدم الفيلم أفكار وكيفية وصول الخلافة اليه وفي النهاية طرح السؤال لمن ستؤول الخلافة من بعده؟ برؤية صوفية شعرية، تلقي الضوء للمرة الأولى على التقاليد المحلية الخاصة بالمديح النبوي وأنماط المولد فيها، كما يعتمد الفيلم في توصيل مضمونه على عناصر درامية عديدة من ضمنها مقابلات مع الشيخ قبل وفاته، ومع المحيطين به إلى جانب عرض مشاهد الذكر والإنشاد.
حائز الفيلم على العديد من الجوائز، آخرها جائزة أفضل فيلم وثائقي خليجي طويل، في مسابقة الإمارات 2008، وشهادة تقدير خاصة من مهرجان الخليج السنمائي 2008، وفازت مخرجة الفيلم الشاعرة والكاتبة نجوم الغانم على جائزة أفضل مخرجة إماراتية للإنجاز في مهرجان دبي السينمائي الدولي 2008.

## وصلات خارجية
- مقالات تستعمل روابط فنية بلا صلة مع ويكي بيانات
- الشيخ عبد الرحيم المريد
- الشيخ أحمد بن حافظ
- نجوم الغانم
- خالد البدور